# 조상경 (1681년)
조상경(趙尙絅, 1681년 ~ 1746년)은 조선의 문신 겸 시인이며 정치인이다.

## 생애
그의 본관(관향)은 풍양(豊壤)이고 자(字)는 자장(子章)이며 아호(雅號)는 학당(鶴塘)이다.
1708년 식년문과 을과 급제하였고 1710년 증광문과 병과 급제하였다.
숙종, 경종, 영조에 걸쳐 세 임금을 섬긴 그는 노론의 중심 인물이었는데 헌납, 부수찬, 이조정랑, 부응교, 사간, 교리를 지내고 대사간(大司諫)과 승지(承旨), 이조참의(吏曹參議)를 거쳐 경기도관찰사, 대사헌, 예조참판, 이조참판, 한성부좌윤과 성균관대사성을 두루 지내고 한성부판윤, 형조판서, 병조판서, 이조판서, 우참찬, 예조판서, 수어사, 판의금부사, 공조판서, 판돈녕부사, 좌참찬을 역임하였다.